# Acomys cahirinus
El ratón espinoso egipcio (Acomys cahirinus) es una especie de roedor miomorfo de la familia Muridae, que tiene la particularidad de que su corto pelo es punzante.

## Características
Tienen un cuerpo de entre 9.4 y 12.8 cm, con una cola que oscila entre los 9 y 12 cm. Su característica más sobresaliente es que poseen cerdas espinosas de color negro en el lomo que pueden erguir a voluntad, y a las cuales algunos atribuyen funciones defensivas frente a los depredadores. Tienen una cola larga y desprovista de pelo, además de extremadamente frágil. El cuerpo es relativamente macizo, y sus "pies" posteriores son cortos en comparación con otros roedores. Sus largos bigotes indican la adaptación de esta especie a la vida nocturna y crepuscular. El color original de esta especie es arena o pardo para la subespecie A. c. cahirinus y más grisáceo en el caso de A. c. dimmidiatus. El peso de un ejemplar adulto se sitúa entre 40 y 90 g.
Este ratón es peculiar con respecto a otros pequeños roedores por poseer un elevado desarrollo social. Son animales gregarios , que viven en clanes dominados por hembras de elevada jerarquía que son las encargadas de mantener el orden social. Los machos también forman sus propias jerarquías. Una vez establecida la jerarquía y formado el clan sus miembros se ayudan entre sí tanto como pueden. Todos los animales duermen juntos, se acicalan entre ellos y las hembras sin crías ayudan en los partos de las demás. Las madres amamantan frecuentemente a las crías en común y si el refugio se vuelve inseguro los adultos trasladan a las crías sin importar quienes son los progenitores. Este comportamiento "solidario" les reviste sin duda grandes ventajas en lo que respecta a la supervivencia de la especie en un hábitat tan duro como el que ocupan.

## Hábitat
Habitan en terrenos pedregosos y secos en estepas áridas de matorrales. Puede encontrárselos en zonas extremadamente áridas siempre y cuando dispongan de suficiente alimento. A poco jugoso que sea este les proporciona suficiente líquido como para poder vivir independientemente de la presencia de fuentes de agua en su territorio.

## Distribución
Es endémico de África. Conocido en Sahara Occidental, Mauritania, Marruecos, Argelia, Libia, Egipto (incluyendo el Sinaí), Sudán, Eritrea, Yibuti y Etiopía. En los límites con Sudán y en Etiopía es incierta su presencia.